# Dalea foliosa
Dalea foliosa là một loài thực vật có hoa trong họ Đậu. Loài này được (A.Gray) Barneby miêu tả khoa học đầu tiên.